# Тенсе-э-Понтребо
Тенсе́-э-Понтребо́ (фр. Tincey-et-Pontrebeau) — коммуна во Франции, находится в регионе Франш-Конте. Департамент — Верхняя Сона. Входит в состав кантона Дампьер-сюр-Салон. Округ коммуны — Везуль.
Код INSEE коммуны — 70502.

## География
Коммуна расположена приблизительно в 290 км к юго-востоку от Парижа, в 45 км северо-западнее Безансона, в 28 км к западу от Везуля.
По территории коммуны протекает река Гуржона, правый приток Соны.

## Население
Население коммуны на 2010 год составляло 83 человека.
| 1962 | 1968 | 1975 | 1982 | 1990 | 1999 | 2010 |
| ---- | ---- | ---- | ---- | ---- | ---- | ---- |
| 97   | 116  | 117  | 119  | 105  | 77   | 83   |

## Экономика

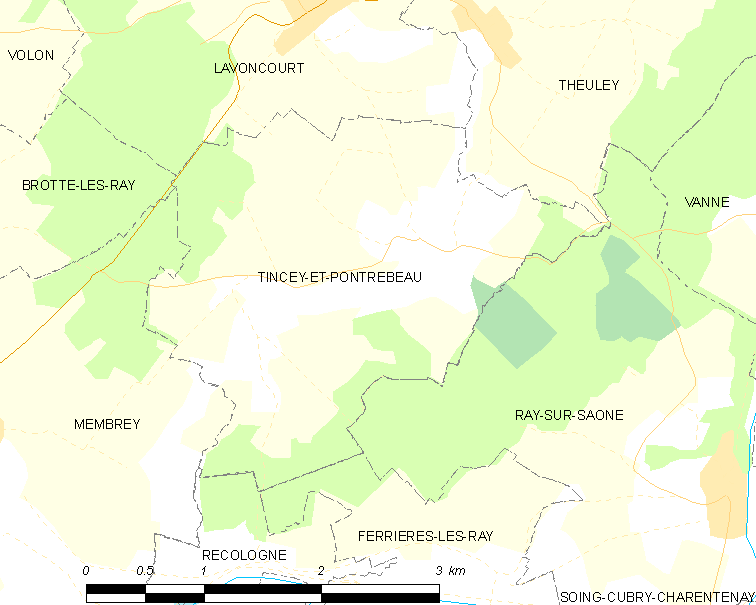
Карта коммуны

В 2010 году среди 48 человек трудоспособного возраста (15—64 лет) 30 были экономически активными, 18 — неактивными (показатель активности — 62,5 %, в 1999 году было 62,9 %). Из 30 активных жителей работали 30 человек (17 мужчин и 13 женщин), безработных не было. Среди 18 неактивных 1 человек был учеником или студентом, 11 — пенсионерами, 6 были неактивными по другим причинам.